# Klaus Schmidt (Mathematiker)

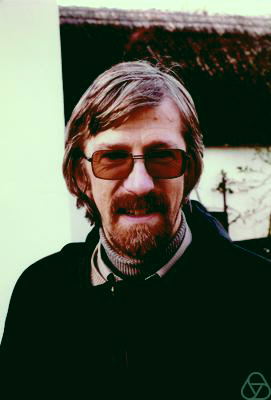
Klaus Schmidt

Klaus Schmidt (* 25. September 1943 in Wien) ist ein österreichischer Mathematiker und Hochschullehrer an der Fakultät für Mathematik der Universität Wien.
Nach einem Studium der Mathematik an der Universität Wien wurde er 1968 bei Edmund Hlawka promoviert. Nach wissenschaftlicher Tätigkeit an der Technischen Universität Wien, der University of Manchester, dem Bedford College und der University of Warwick kam er 1994 zurück an die Universität Wien. 2009 emeritierte er.
1994 erhielt er den Ferran-Sunyer-i-Balaguer-Preis. Er ist wirkliches Mitglied der Österreichischen Akademie der Wissenschaften.
Er befasst sich unter anderem mit Ergodentheorie und Zusammenhängen mit Arithmetik, kommutativer Algebra, harmonischer Analysis, Operatoralgebren und Wahrscheinlichkeitstheorie.

## Schriften (Auswahl)
- mit K. R. Parthasarathy: Positive definite kernels, continuous tensor products, and central limit theorems of probability theory (= Lectures Notes in Mathematics. 272). Springer, Berlin u. a. 1972, ISBN 3-540-05908-3.
- Cocycles of ergodic transformation groups (= Macmillan Lectures in Mathematics. 1). Macmillan (India), Delhi u. a. 1977, ISBN 0-333-90195-9.
- Algebraic Ideas in Ergodic Theory (= Regional Conference Series in Mathematics. 76). American Mathematical Society, Providence RI 1990, ISBN 0-8218-0727-7.
- Dynamical systems of algebraic origin (= Progress in Mathematics. 128). Birkhäuser, Basel u. a. 1995, ISBN 3-7643-5174-8.